# Museomix
 (novembre 2014).
Si vous disposez d'ouvrages ou d'articles de référence ou si vous connaissez des sites web de qualité traitant du thème abordé ici, merci de compléter l'article en donnant les références utiles à sa vérifiabilité et en les liant à la section « Notes et références ».
Museomix est un événement annuel créé en novembre 2011, consacré aux nouvelles formes de médiation et au numérique visant à hacker les musées.

## Origines

### Fondation
Museomix a été créé en 2011 par Samuel Bausson, webmaster du Muséum de Toulouse et rédacteur du blog mixeum.net, Marie-Noéline Viguié, fondatrice du premier espace de coworking en France, La Cantine par Silicon Sentier et Stéphanie Bacquère (nod-A), Diane Drubay (Buzzeum), Julien Dorra (Camping), Yves Armel Martin et Christophe Monnet (Centre Erasme). La première édition, qui a permis de mettre en application le concept initial, s'est tenue au musée des arts décoratifs de Paris du 11 au 13 novembre 2011.

### Organisation
Il réunit des participants aux profils variés (professionnels des musées, de l’innovation, du numérique, de la médiation, amateurs, passionnés) pendant trois jours au cœur d'un musée partenaire, afin d'y concevoir et prototyper des expériences innovantes, qui prennent la forme d'un dispositif de médiation éphémère (appelé prototype). Les prototypes créés lors de l'événement sont placés sous licence CC BY-SA, permettant la réutilisation de tout ou partie du contenu.

## Les éditions Museomix

### 1reédition: 11, 12 et 13 novembre 2011
- France :
  - Au Musée des arts décoratifs de Paris.

### 2eédition: 19, 20 et 21 octobre 2012
- France :
  - Au Musée gallo-romain de Fourvière à Lyon.

Les journées de découverte des dispositifs de médiation pour le public se sont étendues sur une semaine.

### 3eédition: 8, 9, 10 et 11 novembre 2013
Dans six musées en simultané :
- Canada :

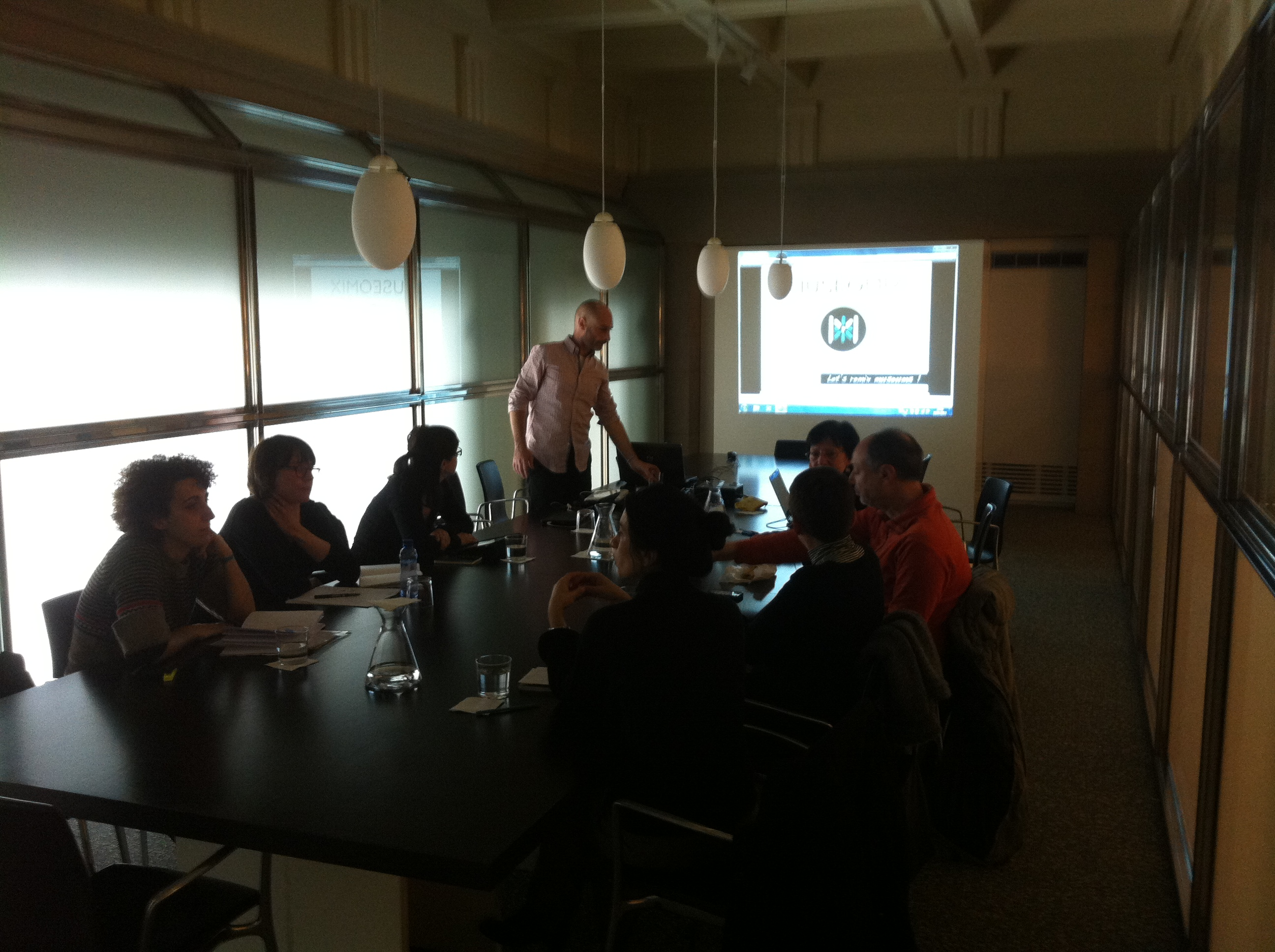
En 2013.

  - Musée de la civilisation, à Québec (Québec) ;
- France :
  - Musée dauphinois, à Grenoble (Isère, Rhône-Alpes),
  - Musée des ducs de Bretagne, à Nantes (Loire-Atlantique, Pays de la Loire),
  - Louvre Lens, à Lens (Pas-de-Calais, Nord-Pas-de-Calais),
  - Museomix IdF Musée des arts décoratifs, à Paris (Paris, Île-de-France) ;
- Royaume-Uni :
  - Vallée d'Ironbridge (Shropshire, Angleterre).

### 4eédition: 7, 8 et 9 novembre 2014
Dans huit musées en simultané :
- Canada :
  - Museomix Mtl Musée des beaux-Arts, à Montréal (Québec) ;
- France :
  - [SudMix] Musée départemental de l'Arles antique et Museon Arlaten, à Arles (Bouches-du-Rhône, Provence-Alpes-Côte d'Azur),
  - Muséomix Ouest Muséum d'histoire naturelle, à Nantes (Loire-Atlantique, Pays de la Loire),
  - Musée d'histoire naturelle, à Lille (Nord, Nord-Pas-de-Calais),
  - [Museomix Rhône-Alpes] Musée d'art et d'industrie, à Saint-Étienne (Loire, Rhône-Alpes) ;
- Royaume-Uni :
  - Museomix UK Derby Silk Museum, à Derby (Derbyshire, Angleterre) ;
- Suisse :
  - Museomix Léman Musée d'art et d'histoire, à Genève (Genève).

### 5eédition: 6-15 novembre 2015
Dans dix musées :
- Belgique : Muséomix BE  
  - Musée des Beaux-Arts de Gand ; (du 6 au 8 novembre 2015)
  - Musée royal de Mariemont à Morlanwelz ; (du 6 au 8 novembre 2015)
- Canada :
  - Musée d'art contemporain de Montréal ;
  - Musée national des beaux-arts du Québec ;
- France :
  - Musée d'Art et d'Archéologie de Guéret ;
  - Musée national du sport de Nice ; (du 13 au 15 novembre 2015)
  - Musée de Bretagne à Rennes ; (du 13 au 15 novembre 2015)
  - La Manufacture à Roubaix ;
- Mexique : Muséomix MX 
  - Palacio de bellas artes à Mexico ;
- Suisse : Muséomix CH 
  - Musée de la communication de Berne ;

### 6eédition: 11-13 novembre 2016[8]
- Belgique :

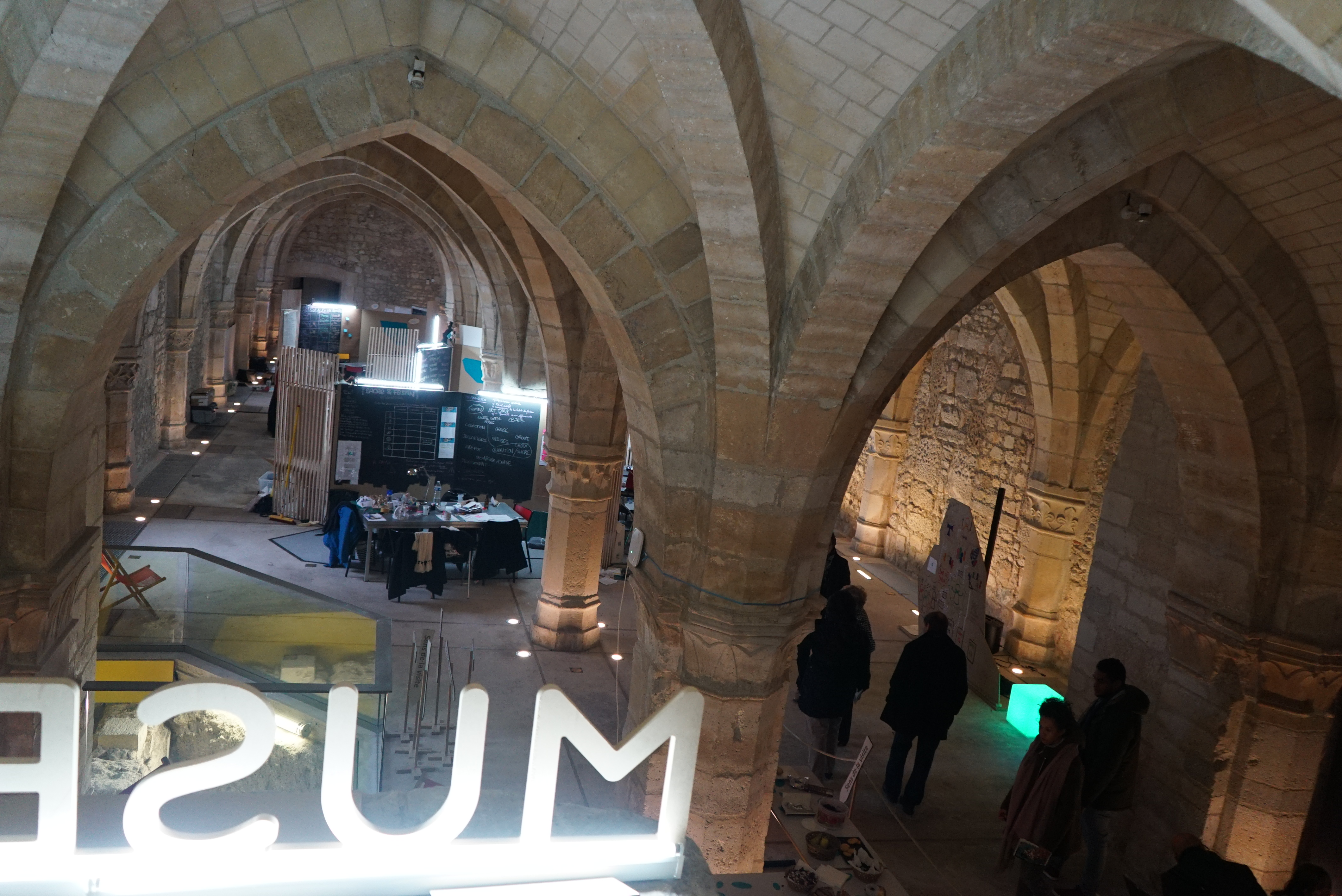
En 2016.

  - Anvers, Museum aan de Stroom (MAS) ;
- Canada :
  - Québec, monastère des Augustines ;
  - Rivière-du-Loup, le domaine seigneurial Fraser et le musée du Bas-Saint-Laurent (MBSL) ;
- France :
  - Douai, musée archéologique Arkéos ;
  - Grasse, musée international de la parfumerie ;
  - Lezoux, musée départemental de la céramique ;
  - Reims, Palais du Tau ;
  - Toulouse, musée Saint-Raymond ;
  - Vieux-la-Romaine, musée archéologique de Vieux-la-Romaine ;
- Italie :
  - Bologne, musée Tolomeo ;
  - Faenza, musée Carlo-Zauli ;
  - Ferrare, musée du Risorgimento et de la Résistance ;
  - Terni, Centro Arti Opifcio Siri ;
- Suisse :
  - Bâle, musée historique ;
  - Nyon (trois musées) :
    - musée du Léman & Aquarium ;
    - musée romain ;
    - château de Nyon ;

### 7eédition: 10-12 novembre 2017[9]
- Autriche :
  - Innsbruck, Zeughaus ;

- Belgique :
  - Musée de la ville de Bruxelles ;
- Brésil :
  - Belo Horizonte - Circuito Liberdade ;
- Espagne : 
  - Irun, musée Romano Oiasso ;
- France :
  - Biot, musée national Fernand-Léger ;
  - Fourmies, musée du Textile et de la vie sociale ;
  - Nîmes, muséum d’Histoire naturelle ;
  - Paris, Palais de la découverte ;
- Italie :
  - Ferrare, musée d’Histoire naturelle ;
  - Florence, musée de la Céramique de Montelupo Fiorentino ;
  - Terni, L’Archeologico ;

- Mexique :
  - Mexico, Universum (Musée des sciences de l'Université Autonome du Mexique) ;
- Suisse :
  - Lausanne, ArtLab/École polytechnique fédérale de Lausanne ;

### 8eédition: 9-11 novembre 2018
- Belgique
  - Mons, pôle muséal de la Ville de Mons - Artothèque, BAM et musée du Doudou

- Croatie
  - Zagreb, musée technique Nikola Tesla

- Équateur
  - Quito, Museo Sede - musée interactif de sciences
- France
  - Caen, château - musée des Beaux-Arts, musée de Normandie
  - Lille, Palais des Beaux-Arts
  - Nice, musée archéologique de Nice-Cimiez
  - Saint-Brieuc, musée d'art et d'histoire et Villa Rohannec'h
- Sénégal
  - Dakar, musée des forces armées sénégalaises

### 9eédition: 8-10 novembre 2019
- Belgique
  - La Hulpe, Fondation Folon
- Canada
  - Valcourt, musée J. Armand Bombardier
- Équateur
  - Quito, Museo de Acuarela y Dibujo Munoz Marino et Museo archivo de arquitectura del ecuador
- Inde
  - Delhi, Sanskriti Foundation
- Italie
  - Ancône, musée de la Ville
  - Florence, musée national d'anthropologie et d'ethnologie
- France
  - Douai, musée de la Chartreuse de Douai
  - Forez (un village et deux collections) : village de Cervières et maison des Grenadières / Panissières, musée de la cravate
  - Issy-les-Moulineaux, musée français de la carte à jouer
  - Salon-de-Provence, musée de l'Emperi
- Suisse
  - Lausanne, Palais de Rumine

### 10eédition: 5-7 novembre 2021[10]
Cette 10e édition devait initialement avoir lieu en novembre 2020, mais elle a été annulée à cause de la situation sanitaire (pandémie de Covid-19).
- France
  - Mouans-Sartoux, Espace de l'art concret
  - Rouen, musée des Antiquités et muséum d'histoire naturelle
  - Sars-Poteries, MusVerre
  - Strasbourg, Planétarium et Jardin des Sciences de l'Université de Strasbourg

### 11eédition: 11-13 novembre 2022[11]
- France
  - Andlau, Ateliers de la Seigneurie
  - Nice, musée départemental des arts asiatiques
  - Vire, musée de Vire Normandie

### 12eédition: 11-13 novembre 2023[12],[13]
- France
  - Bourg-en-Bresse, Monastère royal de Brou
  - Châteauneuf-les-Martigues, Musée des Amis de Castrum Vetus
  - Mulhouse, Musée Electropolis
  - Paris, Musée des Arts et Métiers

### 13eédition: 8-10 novembre 2024[14],[15]
- France
  - Carros, Centre international d’art contemporain (CIAC)
  - Saverne, Musée du château des Rohan
- Suisse
  - La Tour-de-Peilz, Musée suisse du jeu

#### Travaux de recherche
- Joris Astier, Museomix: people make museums, mémoire de Master 2 Conseil éditorial, sous la direction du professeur Éric Leguay, Université Paris-Sorbonne, 2017.
- Samuel Bausson et Francis Duranthon, « Web et musées : le choc des cultures », La Lettre de l’OCIM, no 150, novembre - décembre 2013.
- Ghislaine Chabert et Jacques Ibanez Bueno, « Une méthode pour repenser la relation d’un musée à son public : le cas Museomix », dans Julia Bonaccorsi, Mélanie Bourdaa et Daniel Raichvarg (dir.), Arts et créations au prisme des TIC, L’Harmattan, Paris, 2015, p. 107-120.
- Serge Chaumier et Camille Françoise, « Museomix : l’invention d’un musée du XXIe siècle », La lettre de l'OCIM, no 156, novembre - décembre 2014.
- Noémie Couillard, Les community managers des musées français : identité professionnelle, stratégies numériques et politique des publics, thèse de doctorat en Sciences de l’information et de la communication, Université d'Avignon et des Pays de Vaucluse/Université du Québec à Montréal/École du Louvre, 2017 (voir en particulier les p. 391-415).
- Jean-Pierre Girard, "Museomix, le musée (re)créé par ses visiteurs", Culture et Recherche, n° 140, hiver 2019-2020, p. 44-45.
- Muriel Molinier, "La médiation-marathon Museomix", Com'en Histoire, publié le 13 décembre 2016.
- Muriel Molinier, "Médiation participative : vers un patrimoine réenchanté ?", dans Julie Deramond, Jessica De Bideran et Patrick Fraysse, Scénographies numériques du patrimoine : Expérimentations, recherches et médiations, Avignon, Éditions Universitaires d’Avignon, nouvelle édition, 2020, p. 161-191.
- Stéphanie Rey, Museomix: lessons learned from an open creative hackathon in museums, communication lors de l'école d'été European Tangible Interaction Studio (ETIS 2017), Esch-sur-Alzette, Luxembourg, Juin 2017.
- Eva Sandri, L’imaginaire des dispositifs numériques pour la médiation au musée d’ethnographie, thèse de doctorat en Sciences de l’information et de la communication, Université d'Avignon et des Pays de Vaucluse/Université du Québec à Montréal, 2016 (voir en particulier les p. 144-147).
- Benoît Vallauri, « Des "solitudes cirées" au bac à sable », Bibliothèque(s) - Revue de l’Association des Bibliothécaires de France, n° 83, mars 2016, p. 48-49.

#### Conférences et communications
- Mar Dixon, Museomix : People Make Museums, présentation au colloque international Museums and the Web 2013, Portland, 18 avril 2013.
- Elisabeth Renault, De l'opendata à museomix : des pratiques ouvertes qui transforment le musée [vidéo], conférence dans le cadre des Lundis numériques de l'INHA, 9 décembre 2019.

#### Articles de presse
- Laurence Jaillard, Nouvelles technologies et culture : Les musées aussi s'essayent à l'innovation, La Tribune, 22 octobre 2012.
- Camille Raad, Ce week-end, avec Museomix, les visiteurs du Louvre-Lens pourront tester de nouvelles façons de découvrir le musée, La Voix du Nord, 9 novembre 2013.
- Emmanuelle Jardonnet, Museomix, le marathon créatif connecté, « remixe » les musées, Le Monde, 7 novembre 2014.
- Flavie Gauthier, Avec Museomix, les geeks entrent au musée, Le Soir, 11 novembre 2015.
- Stéphane Hilarion, Museomix : 3 jours de marathon créatif pour imaginer les musées de demain, Culturebox, 14 novembre 2016.
- Julie Huon, Le musée dépoussiéré, Le Soir, 7 novembre 2019.